# Erotománia
Az erotománia egy ritka rendellenesség, melyből kifolyólag egy személy abban a téveszmében él, hogy egy másik, általában magasabb szociális státuszú személlyel szerelmesek egymásba.
Az erotomániát gyakran De Clerambault-szindrómának is nevezik a francia pszichiáter, Gaëtan Gatian de Clerambault (1872–1934) után, aki 1921-ben részletes publikációt írt a témáról (Les Psychoses Passionelles).